# Maleza Baja (Aguadilla)
Maleza Baja es un barrio ubicado en el municipio de Aguadilla en el estado libre asociado de Puerto Rico. En el Censo de 2010 tenía una población de 1887 habitantes y una densidad poblacional de 320,53 personas por km².

## Geografía
Maleza Baja se encuentra ubicado en las coordenadas 18°29′48″N 67°8′17″O / 18.49667, -67.13806. Según la Oficina del Censo de los Estados Unidos, Maleza Baja tiene una superficie total de 5.89 km², de la cual 5.1 km² corresponden a tierra firme y (13.42%) 0.79 km² es agua.

## Demografía
Según el censo de 2010, había 1887 personas residiendo en Maleza Baja. La densidad de población era de 320,53 hab./km². De los 1887 habitantes, Maleza Baja estaba compuesto por el 81.66% blancos, el 7% eran afroamericanos, el 0.53% eran amerindios, el 0.37% eran asiáticos, el 7.31% eran de otras razas y el 3.13% pertenecían a dos o más razas. Del total de la población el 85.37% eran hispanos o latinos de cualquier raza.